# Мёре-ог-Ромсдал

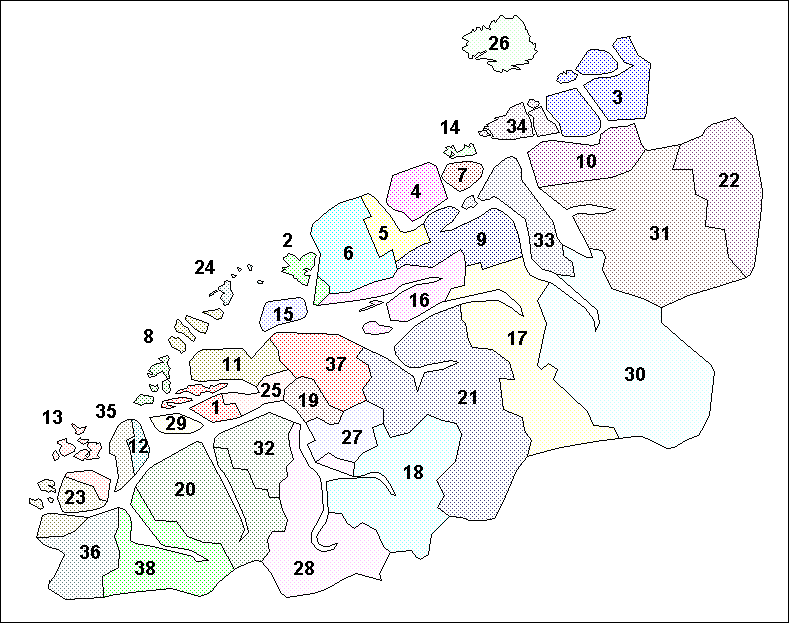
Коммуны Мёре-ог-Ромсдал

Мёре-ог-Ро́мсдал (норв. Møre og Romsdal, более точная передача — Мёре-ог-Румсдал) — одна из норвежских губерний (фюльке). Расположена в северной части Вестланна (Западной Норвегии), на побережье Атлантики. Административный центр — город Молде. Граничит с фюльке Сёр-Трённелаг, Оппланн и Согн-ог-Фьюране. Состоит из регионов Нурмёре (Северный Мёре), Суннмёре (Южный Мёре) и Ромсдал. Крупнейшие города — Молде, Кристиансунн, Ондалснес и Олесунн.

## Административно-территориальное деление
Мёре-ог-Ромсдал подразделяется на 36 коммун:
1. Олесунн
2. Эукра
3. Эуре
4. Аверёй
5. Эйде
6. Френа
7. Фрей (1 января 2008 объединена с Кристиансунн)
8. Йиске
9. Емнес
10. Халса
11. Харам
12. Харэйд
13. Херёй
14. Кристиансунн
15. Мидсунн
16. Молде
17. Нессет
18. Нурдал
19. Эрскуг
20. Эрста
21. Рёума
22. Риндал
23. Санне
24. Саннёй
25. Скодье
26. Смёла
27. Стурдал
28. Странда
29. Сула
30. Сунндал
31. Сурнадал
32. Сюккюльвен
33. Тингволл
34. Тустна (1 января 2006 объединена с Эуре)
35. Ульстейн
36. Ванюльвен
37. Вестнес
38. Волда